# Portrait de femme (Rousseau)
Pour les articles homonymes, voir Portrait de femme.
Portrait de femme est un tableau réalisé par le peintre français Henri Rousseau en 1895. Cette huile sur toile est le portrait naïf d'une femme en robe noire se tenant devant un rideau rouge et blanc ainsi qu'un balcon fleuri surplombant une chute d'eau. Son acquisition par Pablo Picasso sert de prétexte à un banquet que l'artiste espagnol donne dans son atelier du Bateau-Lavoir en novembre 1908. Elle est aujourd'hui conservée au musée Picasso, à Paris.